# Ancira (Frígia)
Ancira (en llatí Ancyra, en grec antic Ἄγκυρα) era una ciutat grecoromana a la Frígia Epicteta.
Estrabó diu que era una petita ciutat o fortalesa prop de Blaudos, en direcció a Lídia. En un altre passatge explica que era a la vora de la confluència entre el Ríndacos, que desemboca a la Propòntida, i el Macestos (modern riu Simav o Susurluk). Cramer modifica Abasitis per Abbaitis en virtut d'unes monedes trobades a la zona que portaven aquest nom.
Segurament era propera a l'origen del Macestos. S'ha trobat una acròpoli a les fonts del Macestos que neix al llac Simaul (uns 15 km a l'oest-nord-oest), i que formaria part probablement les restes de l'antiga Ancyra Abasitis. No lluny hi havia segurament la ciutat de Siannus (Hamilton, Researches, &c. vol. 2. p. 124, seq.)